# 1890 dans les chemins de fer
chronologie des chemins de fer
1889 dans les chemins de fer - 1890 - 1891 dans les chemins de fer

## Évènements
- 7 janvier, France : Clermont-Ferrand est la première ville française à être équipée d'un tramway électrique.
- 4 mars : inauguration du pont du Forth en Écosse par le prince de Galles[1].
- 15 mars : début de la construction de la ligne de Matadi-Léopoldville par la Compagnie de chemin de fer du Bas-Congo (fin le 6 juillet 1898)[2].
- 1er juin, France : ouverture de la section La Roche-sur-Foron - Cluses de la ligne de La Roche-sur-Foron à Saint-Gervais-les-Bains-Le Fayet. (P.L.M)
- 20 juin, France : la chaudière Flaman à double-corps, mise en œuvre par Eugène Flaman, bat le record du monde de vitesse sur rail (144 km/h entre Sens et Montereau)
- 23 juin, France : inauguration de la section Nérac-Mézin du chemin de fer de Nérac à Mont-de-Marsan. (compagnie du Midi).
- 21 juillet, Suisse : ouverture de la voie ferrée Klosters-Davos.
- 14 octobre, Suisse : convention internationale de Berne sur le transport des marchandises par chemin de fer.
- 25 octobre, France : ouverture de la Ligne de Forcalquier à Volx et de la Ligne de Cavaillon à Saint-Maime - Dauphin. (P.L.M)
- 3 novembre : ouverture de la gare Sirkeci à Constantinople, destinée à accueillir l’Orient-Express, qui relie la capitale de l'Empire ottoman aux autres capitales européennes.

- France : début des travaux de construction des sections Grasse - Nice et Nice - Puget-Théniers des Chemins de fer de Provence.
- Suisse : ouverture du funiculaire de Paradiso à la cime du Monte San Salvatore.

## Statistiques
- Argentine : 9 397 kilomètres de voies ferrées.
- États-Unis : 267 000 km de chemins de fer, dont cinq lignes transcontinentales.
- France continentale : 37 909 km de voies ferrées, chemins de fer d'intérêt général et local, chemins de fer industriels et tramways, sont en exploitation[3].
- Hongrie : le réseau de chemin de fer double entre 1890 et 1914 pour atteindre près de 22 000 km.